# Сизых, Сергей Георгиевич
Сергей Георгиевич Сизых (5 июня 1938, с. Александровка, Цюрупинский район, Павлодарская область, Казахская ССР — 28 ноября 2016), Новокузнецк, Кемеровская область, Российская Федерация) — проходчик шахты «Юбилейная» Всесоюзного промышленного объединения «Кузбассуголь», Кемеровская область. Полный кавалер ордена Трудовой Славы. Самый младший из шести братьев шахтерской династии.

## Биография
Родился в крестьянской семье. Образование неполное среднее. В 1946 году вместе с семьей переехал на постоянное местожительство в город Сталинск, где к тому времени работал на шахте старший брат Иван Сизых, ставший позднее Героем Социалистического Труда.
Трудовую деятельность начал сразу после окончания средней школы. Работал учеником электрика, электромонтажником, подземным горнорабочим, машинистом подъёма, Новокузнецкого шахтостроительного управления. Строил шахту «Юбилейная» Всесоюзного промышленного объединения «Кузбассуголь», на которой потом проработал более четверти века.
В 1967 году начинал проходчиком, потом звеньевым, чуть позже бригадиром. Много лет был одним из лучших проходчиков бригады Героя Социалистического труда Н. М. Романцова, в её составе участвовал в установлении и обновлении рекордов проходки подготовительных выработок, раскрывая возможности новой технологии ведения горных работ — гидродобычи. Своим добросовестным и творческим трудом внёс весомый вклад в установление бригадой мирового и Всесоюзного рекордов проходки горных выработок.
Указом Президиума Верховного Совета СССР от 9 августа 1974 года он был награждён орденом Трудовой Славы 3-й степени.
Продолжая работать в той же бригаде участвовал в освоении нового Антоновско-Есаульского угольного месторождения. Несмотря на все трудности, бригада Романцова стала «тысячницей», обеспечивая ежемесячную проходку тысячи и больше метров нелегких подземных дорог. Немалая заслуга в этом принадлежит звену Сизых, давно ставшему надежным костяком прославленного коллектива проходчиков.
Указом Президиума Верховного Совета СССР от 1 марта 1978 года был награждён орденом Трудовой Славы 2-й степени.
Основные рекорды Сергея Сизых — всесоюзные и мировые — были сделаны на «Юбилейной». Его бригада первой за один месяц прошла на гидрошахте под землей в воде три километра. Следующий рекорд — 4 км 25 метров за месяц. Ни один проходческий коллектив не достигал такого результата.
Указом Президиума Верховного Совета СССР от 7 января 1983 года за самоотверженный высокопроизводительный труд, большие успехи, достигнутые во Всесоюзном социалистическом соревновании в ознаменование 60-летия образования Союза ССР, долголетнюю безупречную работу на одном предприятии Сизых Сергей Георгиевич награждён орденом Трудовой Славы 1-й степени, став полным его кавалером.
В угольной отрасли Сергей Сизых поработал 37 лет, 24 из них — на шахте «Юбилейная». Как наставник молодежи, обучил передовым методам труда десятки молодых рабочих. Внёс восемь рационализаторских предложений.
Проживал в городе Новокузнецке.

## Награды и звания
Награждён орденами Трудовой Славы 1-й, 2-й и 3-й степеней, медалями; знаками «Шахтёрская слава» 3-х степеней. Почётный гражданин Кемеровской области.